# Special Olympics Montenegro
Special Olympics Montenegro (englisch) ist der montenegrinische Verband von Special Olympics International. Sein Ziel ist die Förderung von Sport für Menschen mit geistiger Beeinträchtigung und die Sensibilisierung der Gesellschaft für diese Mitmenschen. Außerdem betreut er die montenegrinischen Athletinnen und Athleten bei den Special Olympics Wettkämpfen.

## Geschichte
Special Olympics Montenegro wurde 2007 mit Sitz in Podgorica gegründet.

## Aktivitäten
2020 waren 1.472 Athletinnen, Athleten und Unified Partner sowie 305 Trainer bei Special Olympics Montenegro registriert.
Der Verband nahm 2020 an den Programmen Athlete Leadership, Young Athletes, Unified Schools, Unified Champion Schools und Unified Sports teil, die von Special Olympics International ins Leben gerufen worden waren.

### Sportarten
Folgende Sportarten wurden 2020 vom Verband angeboten:
- Basketball (Special Olympics)
- Boccia (Special Olympics)
- Fußball (Special Olympics)
- Leichtathletik (Special Olympics)
- Schneeschuhlaufen (Special Olympics)
- Ski Alpin (Special Olympics)
- Tischtennis (Special Olympics)
- Volleyball (Special Olympics)

### Teilnahme an Weltspielen vor 2020
(Quelle: )
• 2007 Special Olympics World Summer Games, Shanghai, China (4 Athletinnen und Athleten)
• 2009 Special Olympics World Winter Games, Boise, USA (3 Athletinnen und Athleten)
• 2011 Special Olympics World Summer Games, Athen (20 Athletinnen und Athleten)
• 2013 Special Olympics World Winter Games, PyeongChang, Südkorea (2 Athletinnen und Athleten)
• 2015 Special Olympics World Summer Games, Los Angeles, USA (6 Athletinnen und Athleten)
• 2017 Special Olympics World Winter Games, Graz-Schladming-Ramsau, Österreich (12 Athletinnen und Athleten)
• 2019 Special Olympics, World Summer Games, Abu Dhabi (12 Athletinnen und Athleten)

### Teilnahme an den Special Olympics World Summer Games 2023 in Berlin
Special Olympics Montenegro nahm an den Special Olympics World Summer Games 2023 teil. Die 21-köpfige Delegation wurde vor den Spielen im Rahmen des Host Town Program von  Walsrode betreut. Das Team gewann bei diesen Weltspielen eine Silber- und eine Bronzemedaille.

### Teilnahme an Weltspielen nach 2023
- 2025 Special Olympics World Winter Games, Turin, Italien (8 Athletinnen und Athleten)[5]